# Anatoli Alexejewitsch Piskulin
Anatoli Alexejewitsch Piskulin (russisch Анатолий Алексеевич Пискулин, engl. Transkription Anatoliy Piskulin; * 1. Dezember 1952) ist ein ehemaliger sowjetischer Dreispringer.
Bei der Universiade 1975 gewann er Silber.
1977 siegte er bei der Universiade und wurde Zweiter beim Leichtathletik-Weltcup. Im Jahr darauf holte er Gold bei den Halleneuropameisterschaften in Mailand und Bronze bei den Europameisterschaften in Prag. 
1979 folgte Silber bei den Halleneuropameisterschaften in Wien.
1977 wurde er sowjetischer Meister im Freien, 1975 und 1978 in der Halle.
Derzeit ist er Dozent an der Staatlichen Universität Jelez.

## Persönliche Bestleistungen
- Dreisprung: 17,07 m, 24. Juni 1978, Vilnius
  - Halle: 17,00 m, 12. Februar 1979, Minsk